# Factorisation aurifeuillienne
En théorie des nombres, une factorisation aurifeuillienne, nommée d'après Léon-François-Antoine Aurifeuille, est un cas particulier de factorisation algébrique d'entiers provenant d'une factorisation (accidentelle) d'un polynôme cyclotomique.

## Définition
Les polynômes cyclotomiques eux-mêmes sont irréductibles (dans {\displaystyle {\mathbb {Q} }[X]}), mais il peut néanmoins arriver qu'on dispose de factorisations systématiques de leurs valeurs sur certains entiers. On appelle factorisation aurifeuillienne du polynôme cyclotomique P une formule de la forme {\displaystyle P(b^{cn+d})=Q_{n}(b)R_{n}(b)} (où b est un entier fixé, la base, et Q et R sont des polynômes non constants), valable pour tout n. Une telle factorisation provient en général de ce que le polynôme {\displaystyle b^{d}X^{n}-1} possède des facteurs autres que ceux donnés par les polynômes cyclotomiques (en 2004, Andrew Granville a démontré qu'avec une définition convenablement précisée, il n'en existait pas d'autres). Les exemples qui suivent illustrent ce phénomène.

## Exemples
- Les nombres de la forme {\displaystyle 2^{4k+2}+1} peuvent s'écrire[2] :

{\displaystyle 2^{4k+2}+1=(2^{2k+1}-2^{k+1}+1)\cdot (2^{2k+1}+2^{k+1}+1)}.
- De même, puisque {\displaystyle \Phi _{3}(-X)=X^{2}-X+1}, on a {\displaystyle \Phi _{3}(-3x^{2})=9x^{4}-3x^{2}+1=(3x^{2}+1)^{2}-9x^{2}} ; prenant b=x=3, on en déduit la factorisation aurifeuillienne

{\displaystyle 3^{6k+3}+1=(3^{2k+1}+1)(3^{2k+1}-3^{k+1}+1)(3^{2k+1}+3^{k+1}+1)}.
- Les nombres de la forme {\displaystyle b^{n}-1} ou {\displaystyle \Phi _{n}(b)}, avec {\displaystyle b=s^{2}\cdot t} et {\displaystyle t} sans facteur carré ont une factorisation aurifeuillienne si et seulement si l'une des deux conditions suivantes est remplie[1] :
  - {\displaystyle t\equiv 1{\pmod {4}}} et {\displaystyle n\equiv t{\pmod {2t}}}
  - {\displaystyle t\equiv 2,3{\pmod {4}}} et {\displaystyle n\equiv 2t{\pmod {4t}}}.

- Les formules suivantes donnent les facteurs aurifeuilliens de bn ± 1 obtenus par le projet Cunningham pour les bases b ≤ 24 (qui ne sont pas des puissances d'autres bases) comme produits de trois facteurs F, L et M[3], avec L = A - B et M = A + B : nombre = F * (A - B) * (A + B) = F * L * M

| b  | Nombre         | F                                                           | A | B |
| -- | -------------- | ----------------------------------------------------------- | --- | --- |
| 2  | 24k + 2 + 1    | 1                                                           | 2k + 1 | 2k + 1 |
| 3  | 36k + 3 + 1    | 32k + 1                                                     | 32k + 1 | 3k + 1 |
| 5  | 510k + 5 - 1   | 52k + 1 - 1                                                 | 54k + 2 + 3(52k + 1) + 1 | 53k + 2 + 5k + 1 |
| 6  | 612k + 6 + 1   | 64k + 2 + 1                                                 | 64k + 2 + 3(62k + 1) + 1 | 63k + 2 + 6k + 1 |
| 7  | 714k + 7 + 1   | 72k + 1                                                     | 76k + 3 + 3(74k + 2) + 3(72k + 1) + 1 | 75k + 3 + 73k + 2 + 7k + 1 |
| 10 | 1020k + 10 + 1 | 104k + 2 + 1                                                | 108k + 4 + 5(106k + 3) + 7(104k + 2) + 5(102k + 1) + 1 | 107k + 4 + 2(105k + 3) + 2(103k + 2) + 10k + 1                                                                                               |
| 11 | 1122k + 11 + 1 | 112k + 1                                                    | 1110k + 5 + 5(118k + 4) - 116k + 3 - 114k + 2 + 5(112k + 1) + 1 | 119k + 5 + 117k + 4 - 115k + 3 + 113k + 2 + 11k + 1                                                                                          |
| 12 | 126k + 3 + 1   | 122k + 1                                                    | 122k + 1 | 6(12k) |
| 13 | 1326k + 13 - 1 | 132k + 1 - 1                                                | 1312k + 6 + 7(1310k + 5) + 15(138k + 4) + 19(136k + 3) + 15(134k + 2) + 7(132k + 1) + 1                                                                                   | 1311k + 6 + 3(139k + 5) + 5(137k + 4) + 5(135k + 3) + 3(133k + 2) + 13k + 1                                                                  |
| 14 | 1428k + 14 + 1 | 144k + 2 + 1                                                | 1412k + 6 + 7(1410k + 5) + 3(148k + 4) - 7(146k + 3) + 3(144k + 2) + 7(142k + 1) + 1                                                                                      | 1411k + 6 + 2(149k + 5) - 147k + 4 - 145k + 3 + 2(143k + 2) + 14k + 1                                                                        |
| 15 | 1530k + 15 + 1 | 1514k + 7 - 1512k + 6 + 1510k + 5 + 154k + 2 - 152k + 1     | 158k + 4 + 8(156k + 3) + 13(154k + 2) + 8(152k + 1) + 1 | 157k + 4 + 3(155k + 3) + 3(153k + 2) + 15k + 1                                                                                               |
| 17 | 1734k + 17 - 1 | 172k + 1 - 1                                                | 1716k + 8 + 9(1714k + 7) + 11(1712k + 6) - 5(1710k + 5) - 15(178k + 4) - 5(176k + 3) + 11(174k + 2) + 9(172k + 1) + 1                                                     | 1715k + 8 + 3(1713k + 7) + 1711k + 6 - 3(179k + 5) - 3(177k + 4) + 175k + 3 + 3(173k + 2) + 17k + 1                                          |
| 18 | 184k + 2 + 1   | 1                                                           | 182k + 1 | 6(18k) |
| 19 | 1938k + 19 + 1 | 192k + 1                                                    | 1918k + 9 + 9(1916k + 8) + 17(1914k + 7) + 27(1912k + 6) + 31(1910k + 5) + 31(198k + 4) + 27(196k + 3) + 17(194k + 2) + 9(192k + 1) + 1                                   | 1917k + 9 + 3(1915k + 8) + 5(1913k + 7) + 7(1911k + 6) + 7(199k + 5) + 7(197k + 4) + 5(195k + 3) + 3(193k + 2) + 19k + 1                     |
| 20 | 2010k + 5 - 1  | 202k + 1 - 1                                                | 204k + 2 + 3(202k + 1) + 1 | 10(203k + 1) + 10(20k) |
| 21 | 2142k + 21 - 1 | 2118k + 9 + 2116k + 8 + 2114k + 7 - 214k + 2 - 212k + 1 - 1 | 2112k + 6 + 10(2110k + 5) + 13(218k + 4) + 7(216k + 3) + 13(214k + 2) + 10(212k + 1) + 1                                                                                  | 2111k + 6 + 3(219k + 5) + 2(217k + 4) + 2(215k + 3) + 3(213k + 2) + 21k + 1                                                                  |
| 22 | 2244k + 22 + 1 | 224k + 2 + 1                                                | 2220k + 10 + 11(2218k + 9) + 27(2216k + 8) + 33(2214k + 7) + 21(2212k + 6) + 11(2210k + 5) + 21(228k + 4) + 33(226k + 3) + 27(224k + 2) + 11(222k + 1) + 1                | 2219k + 10 + 4(2217k + 9) + 7(2215k + 8) + 6(2213k + 7) + 3(2211k + 6) + 3(229k + 5) + 6(227k + 4) + 7(225k + 3) + 4(223k + 2) + 22k + 1     |
| 23 | 2346k + 23 + 1 | 232k + 1                                                    | 2322k + 11 + 11(2320k + 10) + 9(2318k + 9) - 19(2316k + 8) - 15(2314k + 7) + 25(2312k + 6) + 25(2310k + 5) - 15(238k + 4) - 19(236k + 3) + 9(234k + 2) + 11(232k + 1) + 1 | 2321k + 11 + 3(2319k + 10) - 2317k + 9 - 5(2315k + 8) + 2313k + 7 + 7(2311k + 6) + 239k + 5 - 5(237k + 4) - 235k + 3 + 3(233k + 2) + 23k + 1 |
| 24 | 2412k + 6 + 1  | 244k + 2 + 1                                                | 244k + 2 + 3(242k + 1) + 1 | 12(243k + 1) + 12(24k) |
- La factorisation suivante des nombres de Lucas {\displaystyle L_{10k+5}} peut aussi être considérée comme aurifeuillienne :

{\displaystyle L_{10k+5}=L_{2k+1}\cdot (5{F_{2k+1}}^{2}-5F_{2k+1}+1)\cdot (5{F_{2k+1}}^{2}+5F_{2k+1}+1)}
où {\displaystyle L_{n}} est le {\displaystyle n}-ème nombre de Lucas, et {\displaystyle F_{n}} est le {\displaystyle n}-ème nombre de Fibonacci[réf. souhaitée].

## Historique
En 1871, Aurifeuille découvrit la factorisation de {\displaystyle 2^{4k+2}+1} pour k = 14 ,
{\displaystyle 2^{58}+1=(2^{29}+2^{15}+1)(2^{29}-2^{15}+1)=536838145\cdot 536903681.\,\!}
Le second facteur est premier, et l'autre vaut {\displaystyle 5\times 107367629,} ce dernier nombre étant premier. Cette factorisation (qui avait échappé à Fortuné Landry) est un cas particulier de l'identité de Sophie Germain {\displaystyle 4x^{4}+y^{4}=(2x^{2}+2xy+y^{2})(2x^{2}-2xy+y^{2})}, mais en 1878, Édouard Lucas signala que Aurifeuille avait obtenu des factorisations analogues pour tous les b premiers